# Scott McClanahan
Pour les articles homonymes, voir McClanahan.
Œuvres principales
- Crapalachia : Biographie d'un lieu
- Le Livre de Sarah

Scott McClanahan, né le 24 juin 1978, est un écrivain américain.

## Œuvre traduite en français

### Roman
- Crapalachia : Biographie d'un lieu, Cambourakis, 2018 ((en) Crapalachia: A Biography of a Place, Two Dollar Radio, 2013), trad. Théophile Sersiron, 201 p.  (ISBN 978-2366243307)
- Le Livre de Sarah, L'Olivier, 2020 ((en) The Sarah Book, Tyrant Books, 2017), trad. Théophile Sersiron